# C.F.P. Stutterheim
Cornelis Ferdinand Petrus Stutterheim (Amsterdam, 21 mei 1903 - Oegstgeest, 22 juni 1991) was een Nederlands taalgeleerde en van 1956 tot 1971 hoogleraar Nederlandse taalkunde aan de Rijksuniversiteit Leiden.

## Leven en werk
De jonge Kees Stutterheim had al vroeg belangstelling voor Nederlandse literatuur, vooral die van de Tachtigers en van P.C. Boutens en J.H. Leopold. In hun geest schreef hij zelf ook poëzie, waaronder een sonnet In memoriam Patris bij de dood van zijn vader. Tijdens zijn studie aan de Amsterdamse Gemeente Universiteit van 1923 tot 1929 verschoof zijn interesse naar de taalkunde. Naast zijn hoofdvak Nederlands verdiepte hij zich in Oudnoords, geschiedenis, filosofie en psychologie.
In 1930 werd Stutterheim docent Nederlands en geschiedenis aan de Rijks-HBS in Tiel. In de jaren dertig publiceerde hij diverse taalkundige artikelen en in 1941 promoveerde hij cum laude in Amsterdam op het proefschrift Het begrip metaphoor; een taalkundig en wijsgerig onderzoek. In deze werken kwam zijn scherp analytisch oordeel naar voren. Hij beschouwde een juiste analyse vooraf als onontbeerlijk voor het vinden van een oplossing voor de te bestuderen problematiek.
In 1946, het jaar waarin zijn roman De pianola verscheen, verhuisde Stutterheim als leraar Nederlands naar het Erasmiaans Gymnasium in Rotterdam. Vanaf 1949 combineerde hij deze functie met het docentschap aan de MO-opleidingen in Utrecht. Hij bleef daaraan verbonden tot 1968, ook nadat hij in 1956 benoemd was tot hoogleraar Nederlandse taalkunde aan de Rijksuniversiteit Leiden. Zijn inaugurele rede was getiteld Voornaamwoordelijke misstappen en misverstanden. Tijdens zijn professoraat lag de nadruk op zowel historische taalkunde als moderne taalwetenschap. Ook hield hij zich bezig met stilistiek en filologie. In Leiden was Cor van Bree een van zijn studenten.
Bij zijn emeritaat in 1971 wijdde Stutterheim zijn afscheidscollege aan prominentieverhoudingen, zijn eigen term voor accentverhoudingen. In 1972 bezette hij de bijzondere leerstoel van de Francqui-Stichting aan de Vrije Universiteit Brussel. Zijn inaugurele rede droeg de titel Is de mens dupe van zijn eigen woorden?. In 1974 bezorgde hij een teksteditie van De Spaanschen Brabander Ierolimo van Bredero. Ook daarna bleef hij actief als wetenschapper en verschenen er nog vele artikelen van zijn hand. Hij overleed op 88-jarige leeftijd in zijn woonplaats Oegstgeest.

## Nevenfuncties
In 1948 werd Stutterheim gekozen tot lid van de Koninklijke Nederlandse Akademie van Wetenschappen. Het jaar daarop werd hij voorzitter van de Nederlandsche Phonologische Werkgemeenschap en in 1950 was hij mede-oprichter van de Algemene Vereniging voor Taalwetenschap. Hij was de eerste voorzitter van de AVT, totdat H. Schultink hem in 1964 opvolgde. Van 1955 tot 1957 was hij tevens voorzitter van de Maatschappij der Nederlandse Letterkunde, die hem in 1964 de Dr. Wijnaendts Francken-prijs toekende voor zijn artikelenbundel Conflicten en grenzen en hem in 1985 tot erelid benoemde. "Buitenlands erelid" was hij sinds 1964 van de Koninklijke Vlaamse Academie voor Taal- en Letterkunde.

## Publicaties
Selectie van taalkundige boeken en artikelen
- Het begrip modaliteit, 1930.
- De taal en haar ‘klank-logica’, 1933.
- Het woord en de woordsoorten, 1934.
- Psychologische interpretatie van taalverschijnselen, 1937.
- Het begrip metaphoor: een taalkundig en wijsgerig onderzoek (Dissertatie Amsterdam), 1941.
- Stijlleer, 1947.
- Inleiding tot de taal-philosophie, 1949.
- Problemen der literatuurwetenschap, 1953.
- Taalbeschouwing en taalbeheersing, 1954.
- Taalkundige, wat is er van de mens?, 1959.
- Conflicten en grenzen; acht literatuurwetenschappelijke studies, 1963.
- Enkelvoudige en samengestelde prominentieverhoudingen, 1964.
- Diachronische Traditionen in synchronischen Grammatiken, 1966
- Uit de verstrooiing; gesproken en geschreven taalkundige beschouwingen, 1971
- Herinneringen van een oude taalonderzoeker (met bibliografie), in 1988 uitgegeven door Hans Heestermans en Jan Noordegraaf.

Literair werk
- De pianola. Roman van een musicus (roman), 1946.
- De man die niet Wilgenburg wilde heten (novelle), kleine oplage, 1984.
- Aan het graf van Toet-anch-amon en andere gedichten (poëzie), kleine oplage, 1988.
- Kwatrijnen in mineur (poëzie), in 1992 postuum uitgegeven door R. Breugelmans en S. Dresden

## Over C.F.P. Stutterheim
- Jan Noordegraaf, Oude meesters: C.F.P. Stutterheim en de taalkunde. In: Van Hemsterhuis tot Stutterheim. Over wetenschapsgeschiedenis door Jan Noordegraaf. Münster: Nodus Publikationen 2000, 158-186.
- Jan Noordegraaf, General linguistics and the study of Dutch. The case of C.F.P. Stutterheim (1903-1991). (2000).
- Saskia Daalder, Ad Foolen & Jan Noordegraaf, Taalwetenschap in Nederland. Zestig jaar AVT (1950-2010). Amsterdam: Stichting Neerlandistiek VU & Münster: Nodus Publikationen 2010. 124 pp.
- Andreas Musolff, Lektionen eines 'alten Sprachforschers' für heute. C.F.P. Stutterheims "Het Begrip Metaphoor". In: Honderd jaar taalwetenschap. Artikelen aangeboden aan Saskia Daalder bij haar afscheid van de Vrije Universiteit. Onder redactie van Theo Janssen & Jan Noordegraaf. Amsterdam: Stichting Neerlandistiek VU & Münster: Nodus Publikationen, 2013. ISBN 978-90-8880-028-3 / ISBN 978-3-89323-771-5), p. 115-126.